# Prowincja Północno-Zachodnia (Sri Lanka)
Prowincja Północno-Zachodnia (syng. වයඹ පළාත, tamil. வட மேல் மாகாணம்) – prowincja w zachodniej Sri Lance.